# تپه کال کلیسا
تپه کال کلیسا مربوط به دوره ساسانیان است و در شهرستان درگز، بخش نوخندان، روستای حضرت سلطان واقع شده و این اثر در تاریخ ۲۴ فروردین ۱۳۸۲ با شمارهٔ ثبت ۸۲۶۳ به‌عنوان یکی از آثار ملی ایران به ثبت رسیده است.